# Derolydnus bisulcatus
Derolydnus bisulcatus là một loài bọ cánh cứng trong họ Cerambycidae.